# Miguel Castellini
Miguel Ángel Castellini (Santa Rosa, La Pampa; 26 de enero de 1947 - Buenos Aires; 28 de octubre de 2020) fue un boxeador profesional argentino que llegó a consagrarse campeón del mundo de los pesos superwélter.

## Carrera[3]

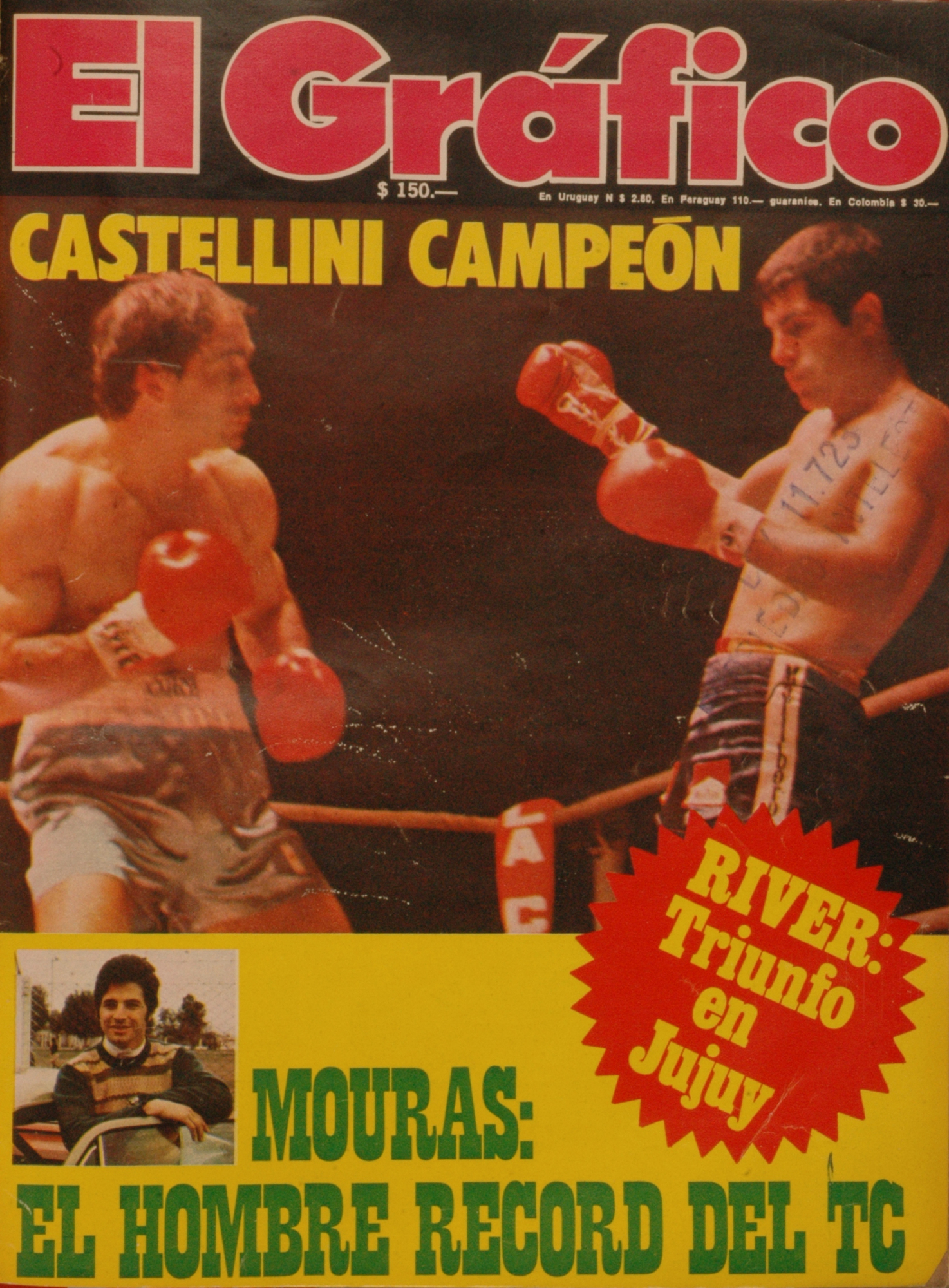
Castellini y Mouras en 1976.

Oriundo de la provincia de La Pampa se trasladó a la ciudad de San Miguel de Tucumán donde inició su carrera profesional con dieciocho años. En 1972 se consagró campeón argentino luego de vencer a Héctor Palleres (1942-2019) por nocaut en el primer asalto.

### Pérez vs Castellini
El 8 de octubre de 1976 el pampeano se enfrentó al campeón mundial superwélter, el español José Durán Pérez ante doce mil personas en el Palacio de Deportes de Madrid. ¨Cloroformo¨ ganó por decisión dividida en quince asaltos y se convirtió en el sexto argentino en consagrase campeón del mundo.

### Castellini vs Gazo
El 5 de marzo de 1977 en el Estadio Nacional Dennis Martínez de Managua, defendió su corona ante el nicaragüense Eddie Gazo. Sería la primera y única defensa, ya que fue derrotado por decisión unánime en quince asaltos.

### Castellini vs Kalule
En noviembre del mismo año en Dinamarca enfrentó al ugandés Ayub Kalule, una promesa en ascenso y que años más tarde se consagraría campeón mundial. ¨Cloroformo¨ perdió el combate por nocaut técnico en el tercer round y este fracaso puso fin a su carrera internacional.

### Castellini vs Gazo II
Se retiró con 33 años el 20 de septiembre de 1980 enfrentando por segunda vez al ya excampeón del mundo Eddie Gazo, esta vez en un repleto Luna Park donde ganó el combate por nocaut técnico en el noveno asalto.

## Fallecimiento
Miguel Ángel Castellini falleció el 28 de octubre de 2020 a los 73 años por COVID-19 tras haber permanecido internado en el Hospital General de Agudos Dr. Juan A. Fernández de la Ciudad Autónoma de Buenos Aires.